# رقیب (فیلم ۲۰۰۷)
رقیب (به هندی: Raqeeb) فیلمی محصول سال ۲۰۰۷ و به کارگردانی آنوراگ سینگ و تهیه‌کنندگی راج کانوار است. در این فیلم بازیگرانی همچون شارمان جوشی، تانوشری دوتا، جیمی شرگیل، راهول خانا و شرلین چوپرا ایفای نقش کرده‌اند.